# Charles Robert Maturin
Œuvres principales
- Melmoth ou l'Homme errant (1820)
- Les Albigeois (1824)

Charles Robert Maturin, né le 25 septembre 1780 à Dublin et mort dans cette même ville le 30 octobre 1824, est un romancier et dramaturge irlandais, particulièrement connu pour avoir écrit Melmoth ou l'Homme errant, publié en 1820 et considéré aujourd'hui comme une des œuvres les plus représentatives du roman gothique.

## Biographie
Né en Irlande, à Dublin, dans une famille protestante aisée d'origine française, descendant d'émigrés huguenots - quoique cette assertion fasse débat  - Charles Robert Maturin poursuit ses études au Trinity College de Dublin. Ordonné pasteur, il est chargé en 1803 de la cure de Loughrea et épouse Henrietta Kingsbury, chanteuse reconnue, dont la sœur, Sarah Kingsbury, a une fille, Jane, la mère d'Oscar Wilde. La famille s'installe à Dublin lorsque Maturin est nommé vicaire de l'église St Peter. 
Si ses trois premières œuvres (Fatale Vengeance, Le Jeune Irlandais et Connal, ou les Milésiens), toutes parues sous le pseudonyme de Dennis Jasper Murphy, se révèlent être des échecs critiques et commerciaux, Fatale Vengeance (publié en 1807 chez Longman & Co.) attire néanmoins l'attention de Walter Scott. Dans un article du Quarterly Review daté de mai 1810, l'écrivain écossais, s'il déplore la construction un peu chaotique du roman et certaines faiblesses du style de Maturin - trop proche, selon lui, de celui d'Ann Radcliffe et pâtissant de certains de ses défauts - il n'hésite pas non plus à louer l'ardeur de l'auteur, son originalité ainsi que son sens de la terreur, avant de conclure son article sur une note encourageante où il engage son lecteur à être attentif aux futures productions de Maturin. Ce dernier, fort de cet éloge, se rend donc chez Scott pour lui soumettre Bertram ou le Château de Saint-Aldobrand (Bertram; or The Castle of St. Aldobrand), une tragédie en cinq actes aux tonalités très sombres, dans la lignée de ses précédentes productions. Scott recommande l'auteur à Lord Byron, alors membre du sous-comité de direction du théâtre de Drury Lane et qui semblait à ce moment peiner à trouver une œuvre digne d'être jouée par ses comédiens. 
Grâce à ces deux soutiens, Maturin réussit en 1816 à faire jouer Bertram. Vingt-deux représentations au théâtre de Drury Lane, portées par le célèbre acteur Edmund Kean dans le rôle-titre, assurent à l'auteur une certaine notoriété, mais la réussite financière se fait toujours attendre. En effet, la sortie de la pièce coïncide avec la mise en disponibilité de son père et la banqueroute d'un autre membre de la famille que l'auteur débutant doit secourir financièrement.
Pire : dans plusieurs articles publiés en septembre 1816 pour le compte du journal The Courier, Samuel Taylor Coleridge éreinte la pièce qu'il juge ennuyeuse et sordide, allant même jusqu'à considérer l'ouverture du quatrième acte comme la « preuve affligeante de la dépravation de la mentalité du spectateur ». Il n'hésite pas à la traiter d'œuvre athée. L'Église d'Irlande prend bonne note de ces critiques et, ayant découvert l'identité de l'auteur (Maturin avait dû renoncer à son pseudonyme pour toucher les droits d'auteur), elle fait en sorte de contrer tout espoir de promotion dans la hiérarchie ecclésiastique. Obligé de continuer à écrire pour subvenir aux besoins de sa femme et de leurs quatre enfants ainsi que de son père malade, il se tourne vers le roman après l'échec de plusieurs œuvres dramatiques. Son salaire de pasteur est de 80 à 90 livres par an, alors qu'il a gagné 1 000 livres avec sa pièce de théâtre Bertram, qui connut une ovation et fut jouée durant plusieurs semaines à Londres. Maturin n'obtint pourtant pas en totalité l'argent escompté ; après la trahison d'un ami qui dilapida cette fortune, ce qu'il en restait fut utilisé pour régler ses propres dettes.
Il demeure néanmoins vicaire de l'église St Peter à Dublin jusqu'à sa mort. Il ne connaît pas la popularité en Irlande, à cause de ses convictions protestantes, mais devient très célèbre en Angleterre grâce à ses tragédies. En outre, sa vie est assombrie par les difficultés financières. Pendant sa carrière d'écrivain, il publie des textes moins sombres, comme Le Jeune Irlandais, mais ce sont ses récits d'horreur et ses romans gothiques qui lui valent sa notoriété. Même quand il aborde le roman historique, Maturin demeure attaché au fantastique. Les Albigeois (The Albigenses, 1824) est ainsi un roman historique dans la tradition de Walter Scott, « centré sur la croisade des Albigeois, au XIIIe siècle, et contient un récit de loup-garou ».
Maturin meurt à Dublin à 44 ans, la veille d'Halloween. À l'époque, des rumeurs circulèrent (que rien ne vint confirmer par la suite) qu'il s'était suicidé.
Plus récemment, on attribue sa mort à un ulcère de l'estomac. Maturin, trop pauvre pour pouvoir se soigner correctement, aurait abusé de laudanum pour calmer ses douleurs, ce qui aurait précipité son déclin.

## Postérité

### AuXIXesiècle
Nul doute que Lautréamont s'est inspiré du grand roman de Maturin pour son personnage de Maldoror.
Le Portrait de Dorian Gray d'Oscar Wilde, contient quelques éléments inspirés par le roman de son grand-oncle, notamment celui du tableau caché dans le grenier. À sa sortie de prison, Oscar Wilde adopte d'ailleurs le pseudonyme de Sébastien Melmoth, s'identifiant au héros maudit créé par son grand-oncle par alliance. 
Bertram est adapté en français par Charles Nodier et Isidore Justin Severin Taylor (Bertram, ou le Chateau de St. Aldobrand, 1821). Cette adaptation donne ensuite lieu à un opéra, Il pirata, dont le livret est de Felice Romani, et la musique de Vincenzo Bellini ; la première eut lieu à La Scala de Milan en 1827. Les écrivains de la génération romantique se rapportent souvent aux œuvres de Maturin en particulier à cette adaptation de Bertram. Dans Han d'Islande de Victor Hugo, parmi les épigraphes placées en tête de chaque chapitre, un grand nombre sont des citations de Bertram. Gérard de Nerval est lui aussi sensible aux atmosphères gothiques de l'irlandais, notamment dans sa chronique Voyage en Orient. 
Charles Baudelaire et Honoré de Balzac ne cachèrent pas leur estime pour l'œuvre de Maturin, notamment pour son roman le plus célèbre, Melmoth the Wanderer. Balzac écrivit une suite au fameux Melmoth, intitulée Melmoth réconcilié, et Baudelaire avait le projet, abandonné, de traduire ce roman.

### AuXXesiècle
Melmoth ou l'Homme errant est redécouvert par les Surréalistes et célébré notamment par André Breton, qui écrit une préface à l'occasion de sa réédition par Jean-Jacques Pauvert en 1954.
Le héros du roman Lolita de Vladimir Nabokov, Humbert Humbert, possède une voiture baptisée Melmoth, sans doute parce qu'elle connote le topos américanisé de l'errance à laquelle le condamne sa funeste liaison avec Lolita dont il n'arrive pas à se séparer. 
Le héros de Maturin est également une des nombreuses sources du roman d'Anne Rice, Memnoch le démon (Memnoch the Devil, 1995).
Le petit-fils de C.R Maturin est décédé dans le naufrage du RMS Lusitania, le 7 mai 1915. 

### AuXXIesiècle
En 2012, l’écrivaine Nadine Ribault consacre au Melmoth de Charles Robert Maturin un coffret graphique contenant 43 dessins rehaussés à l’encre de couleur sur papier japon intitulé : Une semaine dans la vie d’Imalie. L’exemplaire original de cette œuvre sous boîtier, composée de 7 cahiers, chacun correspondant à un jour de la semaine d'Italie, est à la BNF.

## Œuvres

### Romans
- 1807 : The Fatal Revenge; or, the Family of Montorio (Fatale Vengeance ou La Famille de Montorio ou la fatale vengeance)
- 1808 : The Wild Irish Boy (Le Jeune Irlandais)
- 1812 : The Milesian Chief (Connal, ou Les Milésiens)
- 1818 : Women; or, Pour Et Contre; a Tale (Eva, ou amour et Religion ou Les Femmes, ou rien de trop)
- 1820 : Melmoth the Wanderer (Melmoth ou l'Homme errant)
- 1824 : The Albigenses (Les Albigeois)
- 1825 : Leixlip Castle (Le Château de Leixlip. Légende d’une famille irlandaise)

### Théâtre
- 1816 : Bertram; or The Castle of St. Aldobrand (Bertram ou Le château de Saint-Aldobrand)
- 1817 : Manuel
- 1819 : Fredolfo
- 1822-1830 : Osmyn the Renegade[7]

### Poèmes
- 1821 : The Universe

### Sermons
- 1819 : Sermons
- 1824 : Five Sermons on the Errors of the Roman Catholic Church

### Sources
: document utilisé comme source pour la rédaction de cet article.
- Claude Mesplède (dir.), Dictionnaire des littératures policières, vol. 2 : J - Z, Nantes, Joseph K, coll. « Temps noir », 2007, 1086 p. (ISBN 978-2-910686-45-1, OCLC 315873361), p. 335.